# Love Makes Things Happen
Love Makes Things Happen är en duett framförd av de amerikanska artisterna Pebbles och Babyface, inspelad till Pebbles andra studioalbum Always (1990).

## Bakgrund och utgivning
"Love Makes Things Happens" gavs ut som albumets andra singel i november 1990. MCA hade initialt planerat att ge ut "Backyard", en ytterligare upptempolåt som uppföljare till "Giving You the Benefit", men "Love Makes Things Happens" var redan populär på radio och skivbolaget valde därför att ge ut den låten istället.

## Mottagande

### Kritikers respons
Billboard var positiv till "Love Makes Things Happen" och skrev: "En berörande långsam ballad som är ett förträffligt tillfälle för sångerskan att visa sitt brännheta sånguttryck. Den borde hjälpa henne på vägen mot dominans på alla format."

## Kommersiell respons
Efter den officiella utgivningen blev "Love Makes Things Happens" den mest tillagda (most added) i R&B-radiostationers spellistor två veckor i rad. Den nådde förstaplatsen på R&B-listan den 26 januari 1991 och blev därmed Pebbles fjärde förstaplatsnotering. Den blev L.A. Reid och Babyface' nittonde listetta på topplistan som producenter inom loppet av fyra år. På poplistan nådde låten plats 13 i mitten på januari.

## Format och låtlistor
Enligt Discogs finns det 7 utgivningar av "Love Makes Things Happen". Nedan listas ett urval som ej är identiska.
| 1. | "Love Makes Things Happen" (LP Version)   | 7:41 |
| 2. | "Love Makes Things Happen" (Radio Edit)   | 4:21 |
| 3. | "Love Makes Things Happen" (Instrumental) | 4:45 |

## Topplistor
| Lista (1990)                    | Topplacering |
| ------------------------------- | ------------ |
| USA Billboard Hot 100           | 13           |
| USA Hot R&B Singles (Billboard) | 1            |

| Lista (1990)                     | Topplacering |
| -------------------------------- | ------------ |
| USA Urban Top 100 (Gavin Report) | 97           |

| Lista (1991)                     | Topplacering |
| -------------------------------- | ------------ |
| USA Urban Top 100 (Gavin Report) | 73           |